# Odprto prvenstvo Anglije 1983
Odprto prvenstvo Anglije 1983 je teniški turnir za Grand Slam, ki je med 20. junijem in 3. julijem 1983 potekal v Londonu.

## Moški posamično
John McEnroe :  Chris Lewis 6-2 6-2 6-2

## Ženske posamično
Martina Navratilova :  Andrea Jaeger 6-0 6-3

## Moške dvojice
Peter Fleming /  John McEnroe :  Tim Gullikson /  Tom Gullikson 6-4 6-3 6-4

## Ženske dvojice
Martina Navratilova /  Pam Shriver :  Rosie Casals /  Wendy Turnbull 6-2 6-2

## Mešane dvojice
John Lloyd /  Wendy Turnbull :   Steve Denton /  Billie Jean King 6-7(5-7) 7-6(7-5) 7-5